# Columbia Center
Columbia Center är en 76 våningar hög skyskrapa i Seattle, Washington. Byggnaden är med sina 284 meter stadens högsta byggnad, och den 25:e högsta i USA. Byggnaden används som kontor, och färdigställdes 1985. Den är byggd i en modernistisk stil. Columbia Center har tidigare haft namnen Bank of America Tower och Columbia Seafirst Center.
Den 16 juni 2004 rapporterade Kommissionen för terrorattackerna mot USA att den första planen för 11 september-attackerna löd att tio plan skulle kapas och styras in i mål, bland annat i "De högsta byggnaderna i Kalifornien och delstaten Washington", det vill säga U.S. Bank Tower respektive Columbia Center..